# Natura non facit saltus
La locuzione latina natura non facit saltus, tradotta letteralmente, significa la natura non fa salti. È stata usata da Leibniz, poiché egli negava l'esistenza degli atomi, cioè di quantità discrete indivisibili. Fu ripresa da Linneo nell'opera Philosophia Botanica (cap. 27), pubblicata a Stoccolma nel 1751.

## Origine e contesto
Con la frase Tout va par degrés dans la nature, et rien par saut («tutto va per gradi nella natura, e niente con salto»), Leibniz, che era matematico oltreché filosofo, fece riferimento alla natura continua e non discreta di questa gradazione nella natura.

Leibniz fu oppositore di Isaac Newton; poiché rimanevano irregolarità celesti che Newton non era riuscito a spiegare, i suoi oppositori avevano campo libero. Leibniz si spinse a dire che: 
Nella filosofia di Leibniz ogni realtà è monade, con diversi gradi di coscienza e vicinanza all'essere.
L'esistente è fatto di un'infinità numerabile di infiniti (ogni monade) di diverso rango, come nella costruzione matematica di Cantor, dove però sono distinti non per la quantità di numeri-elementi contenuti, ma per la coscienza del Sé.
Sia Leibniz con lo studio del calcolo differenziale (che è applicabile solo a funzioni continue) sia Newton col suo metodo delle flussioni (definite come derivata o velocità di variazione di funzioni capaci di variare con continuità, come lunghezza e temperatura) sposano entrambi l'idea che questa gradazione della natura sia di tipo continuo.
La fede nella natura continua dei fenomeni fisici è tutt'uno con il determinismo, la possibilità di calcolare in ogni istante un valore unico finito per tutte le grandezze fisiche che descrivono lo stato di un punto materiale o geometrico: se la funzione di una sola grandezza è invece discontinua, in un istante (o meglio per un limite destro e sinistro infinitamente vicini) assume due valori, ovvero nessuno oppure un valore infinito, comunque in contrasto con l'ipotesi deterministica.
Il matematico Antoine Arbogast formalizzerà la definizione di discontinuità di prima specie, detta anche discontituità a salto: salto come discontinuità, ovvero l'equivalenza tra una natura che "non facit saltus" e una natura continua.
Un'idea così formulata, e già presente in Leibniz e Newton, ha conseguenze metafisiche: se continuità e assenza di salti sono la totalità della natura, tutto ciò (Io e/o Dio) che è trascendente, al di là della natura, ha la proprietà della discontinuità, così come è discontinua la traccia di un suo eventuale intervento causale nella storia del mondo naturale. Sia Leibniz che Newton collocano Dio nel trascendente la natura, e Leibniz pone la monade come una realtà spirituale.
Natura non facit saltus di Leibniz è stata quasi subito avulsa dal suo contesto, per essere utilizzata più in ambito filosofico e dialettico, che scientifico: nella natura tutto è progressivo ed ordinato, e fra i vari generi e le varie specie non v'è un taglio netto e assoluto, ma vi è sempre un essere intermedio. 
In altre parole, le differenze qualitative sono in realtà differenze nella quantità fra enti. Se Leibniz negò l'atomismo, l'idea di una natura continua che non compie salti fu comunque largamente accettata anche fra i sostenitori dell'atomo. L'atomismo del filosofo greco Democrito spiegava le differenze degli enti come differenze quantitative relative agli atomi (numero di atomi, posizione, ordine). Poiché sono quantitative, queste differenze fra gli enti si possono manifestare come un continuo, "senza salti", ma si riconducono all'opposto ad una realtà atomica, che continua non è e che sarà definita di tipo discreto (infinità numerabile e discreta di atomi, e delle loro possibili posizioni geometriche). Se numero e geometria degli atomi sono una realtà discreta, non lo è la loro variazione in natura fra un ente e l'altro, che è graduale e continua.
Con questo significato, abbastanza lato, si può dire che fosse già stata postulata da Zenone, se non addirittura da Pitagora.
Come l'interpretazione aristotelica del continuo geometrico e della sua divisibilità all'infinito, la Teoria cantoriana è stata ferocemente osteggiata dalla maggior parte dei più autorevoli interpreti neoscolastici fino alla metà del XX secolo.
In tempi più recenti, l'idea di continuità della natura è presente nell'evoluzionismo di Darwin (mutazioni favorevoli, selezione naturale del migliore), così come nella concezione dello spazio-tempo come continuo indissolubile (di tipo geometrico-euclideo) a 4 dimensioni, presente nella teoria della relatività ristretta e della relatività generale di Einstein. Questo spazio-tempo possiede un raggio massimo e una massa totale finiti.
Il Teorema di Weierstrass afferma che una funzione continua, e definita in un intervallo chiuso e limitato, possiede massimo e minimo assoluti, che in termini più filosofici equivale a dire che è una funzione finita.
Se si associano le ipotesi che:
- sia chiuso e limitato l'intervallo delle tre grandezze fisiche fondamentali (spazio-tempo, ma anche la massa) da cui si ricavano le unità di misura di tutte le altre grandezze fisiche, vale a dire lo spazio-tempo e la massa in cui le altre grandezze si manifestano e vengono definite (e di cui sono funzione),
- le grandezze fisiche non "fanno salti", sono funzioni continue,

si conclude riguardo alla finitezza dei fenomeni fisici.
In assenza di creazione o distruzione di materia, la densità all'interno di una regione dello spazio può cambiare solo facendola fluire dentro o fuori dalla regione. Misurando il flusso netto di contenuto attraverso una superficie che circonda la regione di spazio, è quindi immediatamente possibile dire come è cambiata la densità all'interno. Questa proprietà è fondamentale in fisica, dove va sotto il nome di principio di continuità. 

## Citazioni
Nel videogioco Syberia, la scritta campeggia a caratteri cubitali sopra l'ingresso all'interno della biblioteca, nella città di Barrockstadt.